# 日本伊斯兰教
日本伊斯蘭教的歷史相對於宗教在其他附近國家的長期存在而言相對較短。伊斯蘭教是日本最小的少數民族信仰之一，在該國擁有的信徒多於巴哈伊信仰，但少於基督教。在19世紀之前，日本的穆斯林出現於比較孤立的場合。今天，穆斯林由大部分移民社區以及較小的日本民族社區組成。
2016年，日本接受了0.3％的難民申請人，其中許多人是穆斯林。

## 歷史

### 早期
日本最早的穆斯林記錄可以在穆斯林製圖師Ibn Khordadbeh的作品中找到。
在1853年開國之前，可能早在18世紀，伊斯蘭教和日本就有了孤立的聯繫記錄；一些穆斯林確實在早些時候到達，儘管這些都是孤立的事件。

### 二戰以後
直到最近，土耳其人一直是日本最大的穆斯林社區。日本在第二次世界大戰期間入侵中國和東南亞地區使日本人與穆斯林開始大量接觸。
1980年代，該國的經濟繁榮出現了大量移民湧入日本，其中包括大多數穆斯林國家。這些移民及其後裔構成了該國穆斯林的大多數。今天，日本的一些大學裡有穆斯林學生協會。

## 特徵
由於日本的大多數穆斯林都是外國人，因此很少有人有投票權。因此，與擁有許多穆斯林移民的西方國家如法國不同，穆斯林的社會問題和政治活動並未成為日本的主要問題。（但是此類問題也逐漸浮現）
而相對於歐洲國家因為歐洲移民危機造成反移民在內的右翼民粹主義政黨（如德國另類選擇）興起，日本的政局並沒有因為穆斯林移民而出現動盪過，一方面在於日本移民政策嚴格，社會飲食文化也與伊斯蘭差異過大再加上地理上的阻隔，除了東南亞的穆斯林移工和少數難民外，很少有伊斯蘭移民會選擇定居在日本。

## 統計
1941年，東京清真寺的一個主要人物直言，日本的穆斯林人數為600人，其中只有3、4人是日本人，與日本當地的神道教或是佛教相比，伊斯蘭教對日本來說仍算是個相對冷門的宗教。
在移民社區中，按人口規模排列的是印度尼西亞人，印度人，巴基斯坦人，孟加拉人和伊朗人。皮尤研究中心估計，2010年日本有185,000名穆斯林。

## 清真寺

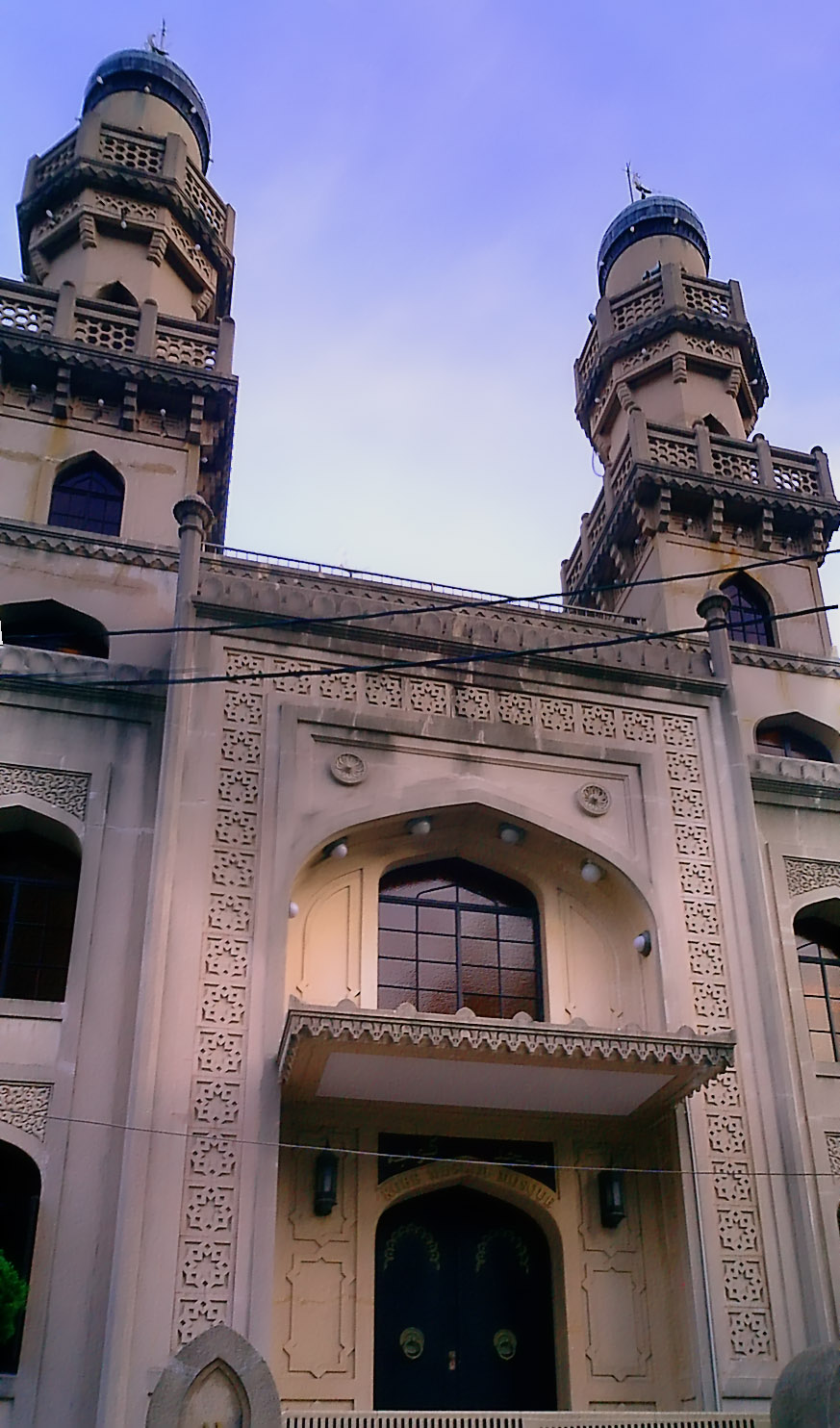
神戶清真寺，日本首間清真寺，建造於1935年
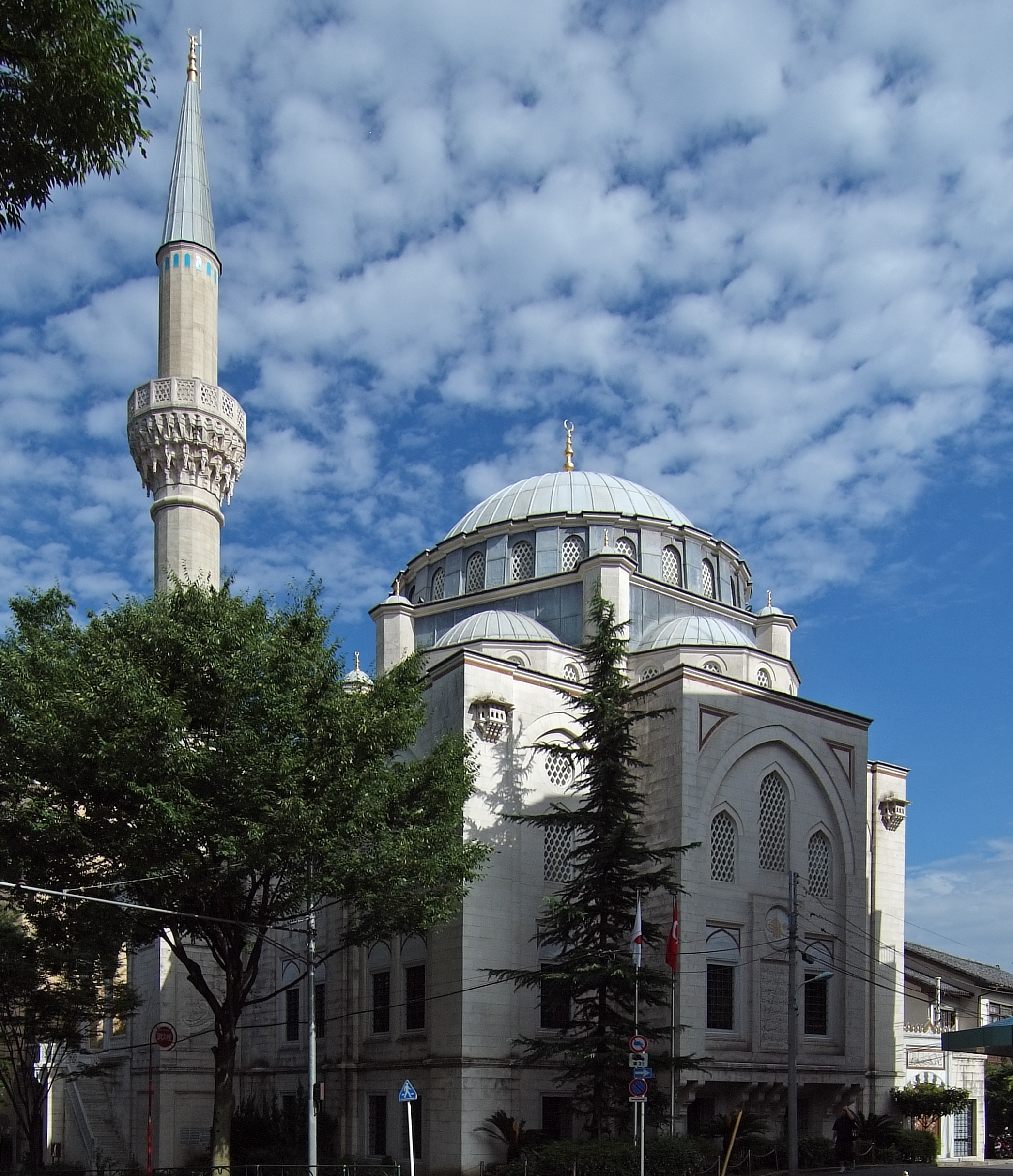
東京大清真寺（日本最大清真寺）

## 代表人物
- 安東尼奧·豬木

## 另見
- 日本宗教

## 註解
1. ↑  Yasunori, Kawakami; JapanFocus.org. . JapanFocus.org. 2007-05-30  [2008-12-27]. （原始内容存档于2016-01-14）.
2. ↑  Penn, Michael. . Harvard Asia Quarterly.   [2008-12-28]. （原始内容存档于2007-02-02）.
3. ↑  .   [2019-05-15]. （原始内容存档于2012-01-19）.